# Debby Stam-Pilon
Debby Stam-Pilon (ur. 24 lipca 1984 w Zaanstadzie) – holenderska siatkarka, reprezentantka kraju. Grająca przez większość kariery na pozycji przyjmującej. Pod koniec kariery grała jako libero.
Od września 2010 roku jest żoną Paula Pilona, trenera siatkarskiego.

## Sukcesy klubowe
Puchar Holandii:
- 2006, 2007, 2008

Mistrzostwo Holandii:
- 2006, 2007, 2008

Superpuchar Holandii:
- 2006, 2007

Puchar Rosji:
- 2008

Mistrzostwo Turcji:
- 2010

Puchar Polski:
- 2011

Mistrzostwo Polski:
- 2011
- 2012

Superpuchar Polski:
- 2011

Mistrzostwo Azerbejdżanu:
- 2013

## Sukcesy reprezentacyjne
Grand Prix:
- 2007
- 2016

Mistrzostwa Europy:
- 2009, 2015

Piemonte Woman Cup:
- 2010

Volley Masters Montreux:
- 2015

## Nagrody indywidualne
- 2011 - MVP Superpucharu Polski